# Gubinek, Lubusz
Gubinek (germană Gubinchen, în Limba sorabă: Gubink) este un sat în Polonia, situat în Voievodatul Lubusz, în județul Krosno,  lângă Gubin, situat pe râul Neisse pe drumul No. 32.

## Istoric
În anii 1975-1998 localitatea a aparținut administrativ de regiunea Zielona Gora. Prima menționare documentară a satului apare în anul 1479, sub numele german Gubbinchen. Așezarea a apraținut în trecut de mănăstirea benedictină din Gubin. În trecut exista un "Pod de foc" peste râul Neisse, construit din lemn, Între 12 iunie - septembrie 1945, aici a cantonat compania nr.7 infanterie condusă de locotenentul John Buczkowski din cadrul Regimentului nr. 38 infanterie.
Satul este așezat pe linia ferată nr. 275 Wroclaw - Muchobor - Gubienek. Începând din anul 1986 secțiunea de cale ferată dintre Lubsko și Gubienek este inchisă și parțial demolată. Șoseaua de graniță, de trecere a frontierei este în satul Sękowice, eronat semnalat de obicei ca Gubienek.

## Galerie imagini

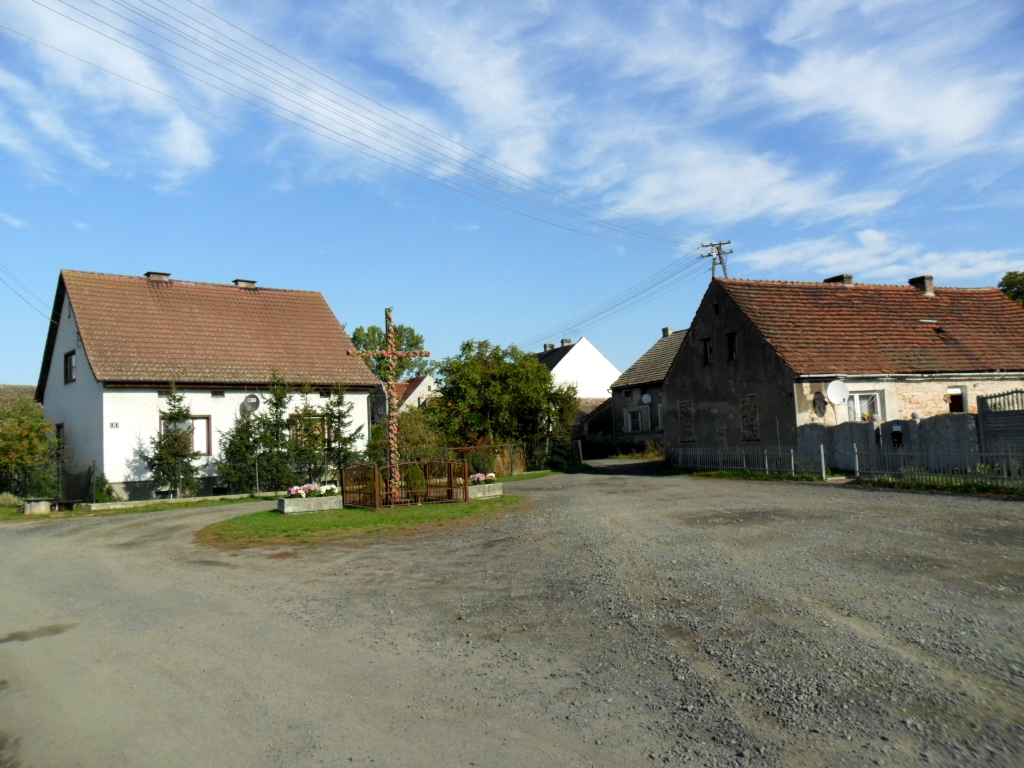
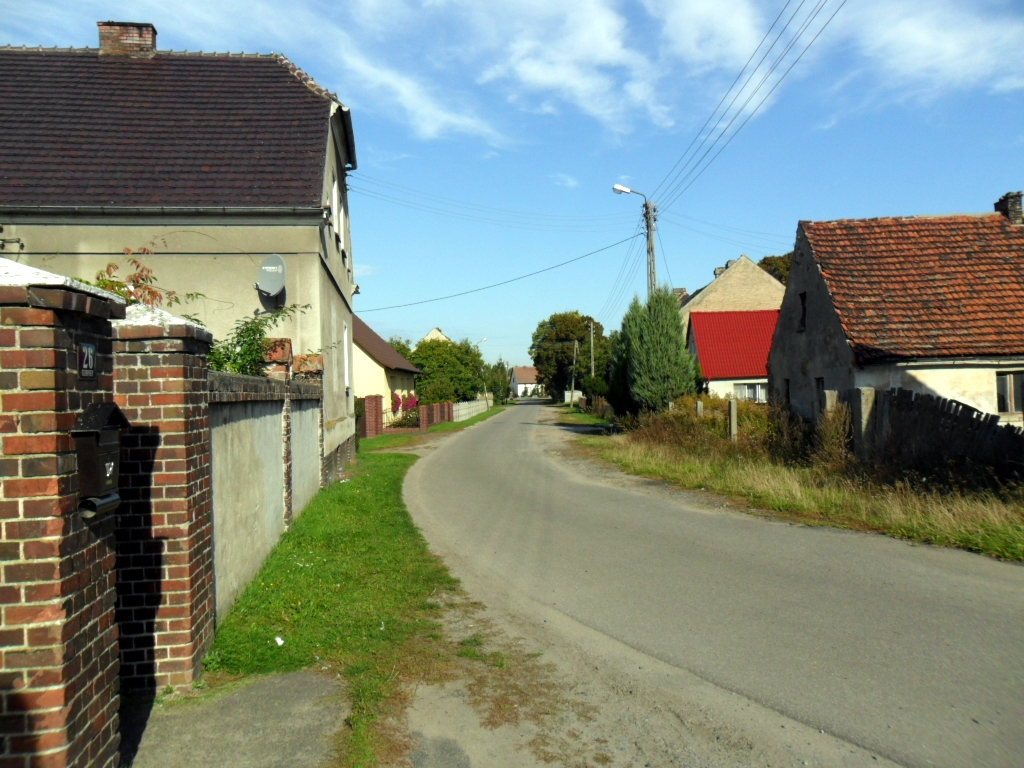